# Fissistigma polyanthum
Fissistigma polyanthum är en kirimojaväxtart som först beskrevs av Nathaniel Wallich, och fick sitt nu gällande namn av Elmer Drew Merrill. Fissistigma polyanthum ingår i släktet Fissistigma och familjen kirimojaväxter. Inga underarter finns listade i Catalogue of Life.